# Новомиколаївська сільська рада (Скадовський район)
Новомикола́ївська сільська́ ра́да — адміністративно-територіальна одиниця та орган місцевого самоврядування у Скадовському районі Херсонської області. Адміністративний центр — село Новомиколаївка.

## Загальні відомості
- Територія ради: 4,457 км²
- Населення ради: 3 600 осіб (станом на 2001 рік)
- Водоймища на території, підпорядкованій даній раді: озеро Катлахай

## Населені пункти
Сільській раді підпорядковані населені пункти:
- с. Новомиколаївка

## Склад ради
Рада складається з 24 депутатів та голови.
- Голова ради:

### Керівний склад попередніх скликань
| Прізвище, ім'я, по батькові   | Основні відомості                      | Дата обрання | Дата звільнення |
| ----------------------------- | -------------------------------------- | ------------ | --------------- |
| Глєбова Євгенія Станіславівна | Сільський голова, 1978 року народження |              |                 |

Примітка: таблиця складена за даними сайту Верховної Ради України

### Депутати
За результатами місцевих виборів 2010 року депутатами ради стали:

#### За суб'єктами висування
| Суб'єкт висування | Кількість обраних депутатів | %    |
| ----------------- | --------------------------- | ---- |
| Партія регіонів   | 13                          | 54,2 |
| Самовисування     | 11                          | 45,8 |

#### За округами
| № округу        | Прізвище, ім'я, по батькові    | Дата визнання обраним | Освіта | Партійна приналежність                        | Відомості про обраного депутата                                                         |
| --------------- | ------------------------------ | --------------------- | ------ | --------------------------------------------- | --------------------------------------------------------------------------------------- |
| Партія регіонів |                                |                       |        |                                               |                                                                                         |
| 1               | Губка Інна Миколаївна          | 02.11.2010            | вища   | член Партії регіонів                          | Дитячий садок, завідувачка                                                              |
| 3               | Чуприненко Вячеслав Дмитрович  | 02.11.2010            | вища   | член Партії регіонів                          | Фермерське господарство «Чуприненко», голова                                            |
| 4               | Ковальчук Вікторія Степанівна  | 02.11.2010            | вища   | член Партії регіонів                          | Лікарська амбулаторія, акушерка                                                         |
| 6               | Лавриненко Ольга Анатоліївна   | 02.11.2010            | вища   | член Партії регіонів                          | тимчасово не працює                                                                     |
| 7               | Коробчук Геннадій Валерійович  | 02.11.2010            | вища   | член Партії регіонів                          | ТОВ АПФ «Югагросервіс», начальник                                                       |
| 10              | Молчанов Геннадій Борисович    | 02.11.2010            | вища   | член Партії регіонів                          | тимчасово не працює                                                                     |
| 12              | Ляшкова Віта Олександрівна     | 02.11.2010            | вища   | член Партії регіонів                          | Новомиколаївська сільська рада, секретар-друкарка                                       |
| 14              | Мельниченко Наталя Федорівна   | 02.11.2010            | вища   | член Партії регіонів                          | Музична школа, завідувачка                                                              |
| 16              | Киця Ольга Олександрівна       | 02.11.2010            | вища   | член Партії регіонів                          | Сільськогосподарський виробничий кооператив «Лідія», агроном                            |
| 18              | Долженко Валентина Миколаївна  | 02.11.2010            | вища   | член Партії регіонів                          | тимчасово не працює                                                                     |
| 19              | Годун Таїсія Олександрівна     | 02.11.2010            | вища   | член Партії регіонів                          | КП «Новомиколаївське джерело», бухгалтер                                                |
| 22              | Гаркуша Оксана Миколаївна      | 02.11.2010            | вища   | член Партії регіонів                          | Управління праці та соціального захисту населення Скадовської РДА, соціальний працівник |
| 24              | Стрюк Ніна Каземирівна         | 02.11.2010            | вища   | член Партії регіонів                          | загальноосвітня школа І-ІІІ ст., заступник директора                                    |
| Самовисування   |                                |                       |        |                                               |                                                                                         |
| 2               | Анастасенко Лариса Анатоліївна | 02.11.2010            | вища   | позапартійна                                  | Сільськогосподарський виробничий кооператив «Лідія», бухгалтер                          |
| 5               | Мар'євич Анатолій Михайлович   | 02.11.2010            | вища   | позапартійний                                 | Сільськогосподарський виробничий кооператив «Лідія», головний ветлікар                  |
| 8               | Воронюк Олександр Гаврилович   | 02.11.2010            | вища   | позапартійний                                 | Сільськогосподарський виробничий кооператив «Лідія», зоотехнік                          |
| 9               | Буряченко Олег Володимирович   | 02.11.2010            | вища   | позапартійний                                 | Сільськогосподарський виробничий кооператив «Лідія», майстер наладчик                   |
| 11              | Пєстов Григорій Володимирович  | 02.11.2010            | вища   | член Всеукраїнського об'єднання «Батьківщина» | Сільськогосподарський виробничий кооператив «Лідія», агроном                            |
| 13              | Мельник Людмила Петрівна       | 02.11.2010            | вища   | позапартійна                                  | Сільськогосподарський виробничий кооператив «Лідія», голова профспілкового комітету     |
| 15              | Мордик Надія Григорівна        | 02.11.2010            | вища   | позапартійна                                  | Новомиколаївська сільська рада, секретар                                                |
| 17              | Рубан Людмила Григорівна       | 02.11.2010            | вища   | член Всеукраїнського об'єднання «Батьківщина» | дитячий садок, медична сестра                                                           |
| 20              | Бессараб Ольга Миколаївна      | 02.11.2010            | вища   | позапартійна                                  | Сільськогосподарський виробничий кооператив «Лідія», комірник                           |
| 21              | Семибратня Тетяна Вікторівна   | 02.11.2010            | вища   | позапартійна                                  | Сільськогосподарський виробничий кооператив «Лідія», головний бухгалтер                 |
| 23              | Глєбова Лариса Петрівна        | 02.11.2010            | вища   | позапартійна                                  | приватний підприємець                                                                   |

## Населення
Згідно з переписом УРСР 1989 року чисельність наявного населення села становила 3215 осіб, з яких 1523 чоловіки та 1692 жінки.
За переписом населення України 2001 року в селі мешкало 3599 осіб.

### Мова
Розподіл населення за рідною мовою за даними перепису 2001 року:
| Мова       | Відсоток |
| ---------- | -------- |
| українська | 90,81 %  |
| російська  | 7,53 %   |
| молдовська | 0,72 %   |
| циганська  | 0,28 %   |
| вірменська | 0,22 %   |
| білоруська | 0,17 %   |
| німецька   | 0,03 %   |
| угорська   | 0,03 %   |
| інші       | 0,21 %   |